# Ghiacciaio Chijire
Il ghiacciaio Chijire (in giapponese: チジレ氷河, Chijire-hyōga, ossia "ghiacciaio arricciato") è un ghiacciaio situato sulla costa del Principe Olav, nella Terra della Regina Maud, in Antartide. Il ghiacciaio, il cui punto più alto si trova a circa 100 m s.l.m., fluisce verso nord fino a giungere sulla costa, dove sfocia in mare poco a est delle omonime rocce Chijire.

## Storia
Il ghiacciaio Chijire è stato mappato e così battezzato da cartografi giapponesi grazie a fotografie aeree scattate nel corso della spedizione giapponese di ricerca antartica svoltasi tra il 1957 e il 1962.